# The Idiot
The Idiot (с англ. — «Идиот») — дебютный сольный студийный альбом американского рок-музыканта Игги Попа, выпущенный 18 марта 1977 года на лейбле RCA Records. Это была первая из двух выпущенных в 1977 году пластинок, которые Поп создал в тандеме со своим другом Дэвидом Боуи во время переезда музыкантов в Европу, предпринятого для борьбы с наркозависимостью. Хотя диск вышел после первого альбома так называемой «Берлинской трилогии» Боуи, музыканты начали работать над ним ещё в середине 1976 года — до того, как Боуи приступил к созданию материала для собственной пластинки. Таким образом, The Idiot стал неофициальным предвестником «берлинского периода» Боуи, в связи с чем его часто сравнивают с альбомами Low и “Heroes” в плане насыщенности электронными эффектами, плавности звука и интроспективной атмосферы. Из-за отхода от хард-рокового звучания группы The Stooges, бывшего коллектива Игги Попа, The Idiot расценивается многими критиками как одна из лучших работ музыканта, хотя и с бо́льшим влиянием Боуи, нежели самого Попа. Название пластинки было вдохновлено романом Фёдора Михайловича Достоевского «Идиот».
В поддержку альбома было выпущено два сингла — «Sister Midnight» и «China Girl», в феврале и мае 1977 года соответственно; впоследствии Боуи записал собственную версию «China Girl» для альбома Let’s Dance, также выпустив её в виде сингла (в 1983 году). После релиза пластинки был организован концертный тур, проходивший в марте и апреле 1977 года, также не без участия Боуи — он выступал в роли клавишника, стараясь минимизировать внимание к себе. В том же году музыканты продолжили сотрудничество над вторым студийным альбомом Попа — Lust for Life (1977). По прошествии лет критики по-прежнему высоко оценивают The Idiot, многие из них отмечают художественную эволюцию музыки Игги Попа. Однако, поскольку материал альбома в значительной степени подвержен влиянию Боуи, фанаты, как правило, не считают лонгплей репрезентативным для дискографии автора. Звучание альбома отразилось на пост-панке, индастриале и готик-роке, включая творчество группы Joy Division.

## Предыстория
«Отвергнув идею работы с Рэем Манзареком из опасений, что потеряет «студжевскую» аудиторию, Джим [Остерберг] тем не менее обеими руками ухватился за возможность сделать экспериментальный электронный альбом [с Дэвидом Боуи]; он сразу понял: „Он хочет дать мне музыку, а в ней есть сила“».
С конца 1960-х до начала 1970-х Игги Поп (настоящее имя — Джеймс Остерберг) был фронтменом протопанк-группы The Stooges. Он прославился необузданным поведением на сцене и помог группе стать культовой. За время существования The Stooges музыканты не добились большого коммерческого успеха, и все они, включая Попа, пристрастились к наркотикам. В 1971 году Поп познакомился с музыкантом Дэвидом Боуи, и они стали друзьями. Боуи был приглашён микшировать третий альбом группы — Raw Power (1973). Вскоре после его релиза, в 1974 году, коллектив развалился из-за внутренних распрей и сильной наркозависимости Попа, ставшей причиной прекращения сотрудничества последнего с Боуи. После распада группы Поп записал материал с бывшим гитаристом The Stooges Джеймсом Уильямсоном, но он был издан лишь в 1977 году (в виде их совместного релиза — Kill City). Игги пытался зарекомендовать себя как сольный исполнитель, а также пробовался в другие группы, такие как The Doors и Kiss, но эти попытки не увенчались успехом. Понимая, что героиновая зависимость разрушает его организм, Поп обратился в Нейропсихиатрический институт Калифорнийского университета; Боуи был одним из немногих его посетителей во время реабилитации. Поп вспоминал: «Больше никто не приезжал… даже мои так называемые друзья из Лос-Анджелеса. Но пришёл Дэвид». Из-за высокой интенсивности работы на протяжении четырёх лет, которая не приносила особого дохода из-за плохого менеджмента, Боуи сам «чуть не свёл себя в могилу», итогом стало сильное пристрастие к кокаину. Поп возобновил сотрудничество с Боуи в середине 1975 года, попытавшись записать несколько новых песен, однако оба музыканта всё ещё оставались крайне наркозависимыми. По словам биографа, Игги под воздействием наркотиков впадал в манию величия, у Боуи же начинались паранойя и предчувствие конца света. Музыканты провели несколько совместных сессий в голливудской студии Oz, на одной из них присутствовал корреспондент журнала Rolling Stone Кэмерон Кроу, который запечатлел «маниакального, увлечённого, распадающегося на части Боуи лос-анджелесского периода». Итогом работы стали несколько записанных треков, в том числе будущая песня «Turn Blue», однако наркозависимость обоих музыкантов пагубно отражалась на их творческом потенциале. Однажды, после очередного загула, пьяный Игги позвонил Боуи среди ночи, тот велел ему «сгинуть, он и сгинул», на этом сессии были закончены. Впоследствии Боуи так отзывался о срыве работы: «Он никогда не появлялся в студии звукозаписи вовремя. Игги был обречён».
Пребывание Попа в реабилитационном центре в 1974 и 1976 годах не увенчалось успехом. Биограф Боуи Томас Джером Сибрук отмечал, что в 1976 году Поп достиг «самого дна» своей жизни. Отдавая себе отчёт в необходимости скорейшего избавления от наркозависимости, музыкант принял приглашение присоединиться к концертному турне Боуи Isolar Tour. К этому моменту последний также стремился завязать с наркотиками. Во время гастролей Поп был впечатлён трудовой дисциплинированностью Боуи, позже заявив, что он научился всем ключевым методам самопомощи, наблюдая за своим другом по ходу гастролей. В свою очередь, люди из близкого круга музыканта, такие как фотограф Энди Кент и гитарист Карлос Аломар, были поражены, насколько свободно держался Поп со своим «так называемым спасителем». «Никакого низкопоклонства», — вспоминал гитарист. — «Просто по-дружески, на равных. Впервые встретив Игги [в феврале], я вообще не понял, почему они дружат. Не то чтобы это были музыкальные соратники — просто… друзья». Вскоре между музыкантами начались разговоры о том, что Поп может записать сольник с Боуи в качестве продюсера (Дэвид демонстрировал другу возможные направления: альбомы Kraftwerk, Ramones и Тома Уэйтса). В качестве аванса Игги была предложена свежая песня «Sister Midnight», написанная Боуи и Аломаром, которую Дэвид время от времени исполнял во время турне.
По окончании американской части турне Поп на несколько дней остался в Нью-Йорке, где впервые начал осознавать кардинальные перемены в своей жизни. Новое поколение рок-музыкантов, именующее себя «панками», начало подражать его имиджу. Пэм Браун попросила у Попа интервью для журнала Punk, которое было опубликовано на заглавной странице. В клубе CBGB, который вскоре стал «колыбелью панк-музыки», состоялся вечер в его честь. Не менее важное событие для будущей жизни музыканта произошло в одном из местных лофтов, где он отдыхал с Силвейном Силвейном и Джонни Сандерсом перед отъездом. Последний спросил Попа, не желает ли он «ширнуться». Впервые в жизни музыкант ответил — «нет». В свою очередь, организованная вскоре после этого совместная поездка Попа и Боуи в Советский Союз способствовала еще большему укреплению их дружбы. Визит был подготовлен менеджментом Боуи во время паузы между концертами в Цюрихе и Хельсинки, в самом конце турне, и продлился семь часов — музыканты успели посетить Красную площадь, ГУМ и отобедать в «Метрополе». К концу гастролей и Боуи, и Поп решили на время покинуть Лос-Анджелес (где оба проживали в то время), чтобы максимально отстраниться от тамошней наркокультуры, и перебраться в Европу. Кроме того, Боуи изначально хотел продюсировать «Sister Midnight» именно в Мюнхене, для последующего выпуска в виде сингла. Однако после посещения Шато д’Эрувиль, во Франции, где музыкант работал над альбомом Pin Ups, он решил начать запись материала там, причём целого альбома Попа. В итоге Боуи забронировал студию на два летних месяца 1976 года.
«Он [Боуи] только подгонял мне отличные мячи, и я ловил каждый».
По мнению Пола Трынки, Боуи в итоге вступил в открытое соревнование с человеком, чью карьеру он, по сути, реанимировал. Музыканта напрягало «рок-н-ролльное актёрство Попа, при этом [от самого процесса] пёрло как никогда». В свою очередь, неформальным духом соперничества проникся и сам Игги — «заваливая, как в армрестлинге, руку товарища в борьбе за контроль над собственной музыкой». Биограф отмечает, что музыканты нашли общий язык благодаря сходству характеров, — у Игги Попа, чуткого, общительного, обаятельного человека, которой любил устроиться в кресле с хорошей книжкой, было больше общего с Боуи, чем может показаться на поверхностный взгляд: то же кокетство, почти игривость, то же умение с ходу пресекать распределение силовых линий в социальных ситуациях, тот же детский энтузиазм, та же неиссякаемая энергия. Демонстрируя своему другу черновую демозапись песни «Sister Midnight» (сделанную, видимо, во время создания саундтрека к фильму «Человек, который упал на Землю»), Дэвид даже пояснил, что ему могут не позволить выпустить такую чересчур экспериментальную вещь под собственным именем, — в этом был важный смысл для честолюбия Игги: не только Боуи делает ему одолжение, продюсируя его альбом, но и сам Поп, в свою очередь, делает одолжение Боуи.

## Запись

### В Эрувиле и Мюнхене
Боуи и Поп прибыли в Эрувиль в июне 1976 года. Дэвид связался с новым владельцем студии Лораном Тибо, бывшим басистом французской рок-группы Magma, и попросил его сыграть на басу, а также выступить в качестве звукорежиссёра записи. Боуи начал сочинять песни, впоследствии попавшие в альбом The Idiot, на клавишных и гитаре. Многие песни музыкант привёз с собой на аудиокассете — Дэвид записал некоторые клавишные партии, после чего обратился к Тибо с просьбой найти сессионного барабанщика. «Он хотел очень чёткого, очень жёсткого», — вспоминал последний, — «и я сказал: „да, именно такого я знаю“». После прибытия Мишеля Сантанджели музыкант ознакомил его с материалом, сыграв композиции на электрическом фортепиано фирмы Baldwin (Боуи также привёз с собой в студию плексигласовую гитару Dan Armstrong, синтезатор ARP Explorer и усилитель Marshall). Боуи дал барабанщику минимум инструкций, поставив задачу сыграть поверх черновых треков (которые, как предполагал последний, были демозаписями) и не принимая в расчёт его возражения, что он ещё не знает песен и даже инструменты не настроил. Впоследствии первые дубли зачастую становились частью финального микса. В конце второго дня Дэвид уволил Сантанджели, оставив его с мыслью, что он провалил запись, и его партии не появятся в альбоме; позже Сантанджели выразил сожаление по поводу звучания ударных в окончательном варианте. Затем Боуи начал самостоятельно добавлять гитарные партии к «скелетам композиций». В целом Дэвид записал для пластинки электрогитару, электрическое фортепиано, синтезатор, саксофон и бэк-вокал.
После того как из гитар, клавишных и ударных были сделаны минусовки, Боуи попросил Тибо добавить к ним бас, также без особых пояснений. Музыкант самостоятельно записал большую часть партий на своём «Рикенбакере» — результат был назван «приемлемым», переделали лишь песню «Borderline». В июле 1976 года Боуи пригласил в студию собственную ритм-секцию, состоявшую из басиста Джорджа Мюррея и барабанщика Денниса Дэвиса, чтобы сделать наложения для нескольких треков, включая «Sister Midnight» и «Mass Production». В то время как Боуи сочинил для альбома бо́льшую часть музыки, Поп написал для него львиную долю текстов, причём прямо в студии, подстраиваясь под мелодии, которые сочинял его друг. Поп стремился импровизировать с лирикой, стоя перед микрофоном, — это так впечатлило Боуи, что он сам использовал этот метод во время записи альбома “Heroes” (1977). В период работы Боуи советовал своему другу почаще применять низкий баритон, как в альбоме Fun House, так как сам часто использовал подобный регистр в 1974—1976 годах. Большая часть июля была отдана записи, однако затем музыкантам пришлось уступить студию группе Bad Company.
Работа над альбомом продолжилась в августе 1976 года на студии Musicland в Мюнхене, которая принадлежала будущему соратнику Боуи — пионеру электронной танцевальной музыки Джорджио Мородеру. Здесь были записаны бо́льшая часть вокала Попа, а также дополнительные гитарные наложения, сделанные молодым гитаристом Филом Палмером, который, как Сантанджели и Тибо, перезаписал некоторые гитарные партии Боуи без конкретных инструкций от последнего: «Представь, что ты едешь по Уордор-стрит. Теперь сыграй музыку, которая слышна из дверей каждого клуба». В течение пяти дней Палмер экспериментировал со звуком, подключая свой Fender Telecaster к разным усилителям, в том числе позаимствованным у группы Thin Lizzy, которая записывалась в дневную смену. Впоследствии Палмер назвал «вампирическую атмосферу» идеальным словосочетанием, описывающим его сотрудничество с Попом и Боуи, так как никогда не видел артистов в дневное время; работать с ними ему понравилось, хотя иногда становилось тревожно. Первоначально Боуи намеревался пригласить в качестве гитариста бывшего участника группы King Crimson Роберта Фриппа, однако в итоге их сотрудничество состоялось лишь на одной из его следующих пластинок — “Heroes”. Последним треком, записанным для альбома, была песня «Nightclubbing», мелодию которой Боуи сыграл на фортепиано под аккомпанемент старенькой драм-машины. Когда Поп заявил, что доволен результатом, Боуи возразил, что им нужны настоящие ударные, чтобы довести его до логического завершения. Однако Поп настоял на сохранении драм-машины, сказав, что «она [звучит] круче, лучше любого барабанщика».

### В Западном Берлине

Дэвид Боуи (справа) и Игги Поп (слева) во время пребывания в Западном Берлине, ФРГ

После завершения записи Боуи и Поп отправились в Западный Берлин, чтобы начать сведение в студии Hansa Studio 1, расположенной на Курфюрстендамм (а не в более крупной Studio 2 возле Берлинской стены), которую им посоветовал Эдгар Фрёзе. Поскольку Боуи планировал пригласить своего бывшего продюсера Тони Висконти поработать над своим следующим альбомом, он также попросил его помочь свести эту запись, чтобы тот получил представление о его текущих методах работы. Учитывая практически демонстрационное качество лент, по словам Висконти, постпродакшн больше всего напоминал «работу по реставрации записи, нежели творческий процесс». У него сложилось впечатление, что весь материал «остервенело свален в кучу в едином творческом порыве», однако спустя три недели они втроём всё же разгребли запись, создав, по словам Висконти, «великолепный, новаторский ландшафт — полный тревоги и муки».
Жена Боуи Анджела, которая однажды навестила супруга в Берлине, осталась не в восторге от «занудной» музыки двух друзей; ещё больше её раздражал их «культурный колониализм»: «Эти два простофили думали, что изобрели велосипед». Там же Боуи объявил жене, что хочет развестись. Энджи вошла в комнату личной секретарши мужа, Коринны «Коко» Шваб, и выкинула в окно все подаренные ей Дэвидом вещи. Биограф Пол Трынка отмечал, что Анджела страшно ревновала ко всем, с кем у Дэвида возникала интеллектуальная близость, особенно к Коко Шваб. К Попу её отношение было противоречивым. Биограф называет их брак «удивительно неформатным партнёрством», на котором сильно сказались постоянные расставания.
«Впервые с тех пор, когда Ван Гог с Гогеном провели два месяца в «Жёлтом доме» в Арле, два артиста такого уровня, каждый со своим особенным стилем, сотрудничали настолько близко, с таким удачным и значительным результатом. Но если для художников череда творческих побед закончилась сумасшествием и разрывом, то великая новаторская совместная работа Боуи и Игги способствовала исцелению двух серьёзно поврежденных индивидуальностей».
В Берлине друзья снимали квартиру на Хауптштрассе, дом 155, в районе Шёнеберг. Апартаменты располагались в большом доме над магазином автозапчастей. Помещение имело высокие потолки, убранство было сделано в архитектурном стиле Altbau (нем. «старая постройка»). В комнате Игги лежал только матрас, у Дэвида — в основной комнате — было множество книг и огромный рулон бумаги, на котором он записывал тексты и делал заметки. В ещё одной комнате жил его малолетний сын Зоуи с двумя няньками, в Берлине он пошёл в школу. Финансами управляла секретарь Дэвида — Коринна Шваб, которая сопровождала Боуи с начала этой поездки (ещё во Франции, впоследствии она также ездила с музыкантами в СССР). Боуи очень нравилась предоставленная в Берлине анонимность, музыкант любил посещать музыкальные магазины, по ночам вместе с Игги и Коко они часто ужинали в Cafe Exil в Кройцберге, с видом на Ландвер-канал. Вечерами друзья часто посещали антикварный рынок на Винтерфельдтплац или ездили на S-Bahn (наземном метро) ужинать в Ванзе, курортную местность на реке Хафель. Среди других постоянных мест Боуи были ресторан Asibini и бар Paris на Кантштрассе. Периодически предпринимались вылазки в Восточный Берлин, где находились «основные красоты и музеи» немецкой столицы. Иногда компания отправлялась в Шварцвальд, останавливаясь в понравившихся деревушках. По утрам Поп часто бродил в одиночку, пока не изучил весь город вдоль и поперёк. Однажды, вернувшись с прогулки и пребывая в состоянии крайнего возбуждения, Игги рассказал Боуи, что в одной из «дворовых мастерских», коих было множество на задних дворах берлинских улочек, он научился доить корову. В отличие от своего друга, он совершенно уверенно один заходил в магазины и бары, свободно знакомился с людьми, пытаясь общаться с ними по-английски или с помощью немногих знакомых ему немецких слов. Встретившись с Боуи в Берлине, Висконти был поражён, насколько его друг улучшился физически и психологически, после душевных мук и паранойи, пережитых им в Лос-Анджелесе, как радикально он изменился по сравнению с «истощённым существом» времён Young Americans.

Изначальной целью поездки друзей был отказ от наркотиков — в тот период Боуи воспринимал Берлин как художественное и культурное спасение, начиная от экспрессионизма и заканчивая дадаизмом. Лос-Анджелес же пагубно влиял на музыканта не только определённым укладом жизни, но и обилием драгдилеров и доступностью наркотических веществ. Это был некий аристократический отказ на грани высокой культуры и андеграунда. По мнению биографа Пола Трынки, когда Боуи и Поп работали над альбомом, их личная дружеская связь соответствовала музыкальным взаимоотношениям. В какой-то момент друзьями был заключён неформальный пакт насчёт обоюдного избавления от наркотической зависимости. Биограф выдвигает мысль, что, возможно, они договорились притормозить с кокаином; почти наверняка Игги пообещал покончить с героином. Несмотря на это, в последующий год оба не раз употребляли кокаин и алкоголь в «героических» количествах, но берлинская жизнь стала для них возможностью покрепче укорениться и избавиться от «ложных помощников», приводящих к эксцессам. Периодически случались срывы: однажды ночью Боуи возвращался домой на такси, таксист узнал его и, пока тот собирался выходить и искал мелочь по карманам, сообщил: «Кстати, скажите Игги: героин, что он заказывал, прибыл». Музыкант тут же предупредил извозчика, если он продолжит снабжать наркотиками его друга, то у него будут проблемы. Трынка отмечает, что Дэвид никогда не рассказывал об этом разговоре Попу, не желая унижать своего товарища контролем. Дэвид окончательно поборол наркозависимость к концу 1978 года — к окончанию турне Isolar II Tour. Биограф Дэвид Бакли отмечал, что это были первые гастроли Боуи за пять лет, во время которых он не пичкал себя огромным количеством кокаина перед тем, как выйти на сцену. В свою очередь, пристрастие Попа в последующие годы то крепло, то ослабевало, но сохранялось: музыкант снова «подсел» на героин, после чего прошёл курс детоксикации, окончательно отказавшись от этого наркотика в 1981-м. Годы спустя музыкант откровенно рассказал о пагубных привычках в интервью The Sunday Times 2009 года: 
Последний раз, когда я принимал героин, я нюхал его в Ист-Виллидж в '81-м. Я пытался добыть немного опиума в мексиканском баре в окрестностях Палм-Спрингс в ’83-м. В начале 1980-х я курил много дури, а каждые пару недель уходил в запой. В конце концов к ’85—’86 я уже окончательно слез. Я мог скурить пол-косячка и раз в месяц снюхать немного кокса, но не получал от этого удовольствия. К середине 90-х в моей жизни уже не было ни курева, ни кокса, а сам я стал сильнее, благодаря этим китайским упражнениям. Так продолжалось до '99, когда у меня появилась колумбийская девушка, а они любят развлекаться. Но к началу века я снова бросил. Прошло уже девять лет. Я всё ещё пью красное вино, но только хорошее — бароло, бордо, — и только за ужином. Или я выпивал бокал после концерта The Stooges и довольно сильно напивался с него. Но я уже никогда просто так не сижу и пью.

## Стиль и темы
The Idiot знаменует резкий переход в творчестве Игги Попа от агрессивного прото-панкового звучания The Stooges к более приглушённому, созерцательному саунду с такими элементами, как «фрагментированные гитарные фигуры, зловещие басовые линии и диссонирующие, рельефные клавишные партии», а также с «уставшим от жизни баритоном» вокалиста. На момент выхода пластинки Поп описывал её как «нечто среднее между Джеймсом Брауном и группой Kraftwerk». Ретроспективно музыкальные обозреватели классифицировали The Idiot в первую очередь как арт-рок, но также отмечали присутствие в нём элементов готик-рока, индастриал-рока, пост-панка и панк-рока. В 1981 году редакторы журнала NME Рой Карр и Чарльз Шаар Мюррей предположили, что электронное звучание The Idiot предваряло будущую стилистику альбома Low (1977) Боуи, тогда как биограф Николас Пегг в 2016 году описал его как «ступеньку между пластинками Боуи „Station to Station“ и „Low“». По словам Саймона Рейнольдса из Tidal Magazine, «механистические грувы, хрупкие барабаны и жёсткие гитарные текстуры альбома» предвосхитили «Берлинскую трилогию» Боуи, подтолкнув его к дальнейшему исследованию немецкого электронного саунда, вдохновлённого NEU! и Cluster. По мнению Трынки, «сочные синтезаторы, мрачный вокал и готические гитары в дальнейшем определят звуковую палитру Siouxsie and the Banshees, Magazine и Bauhaus». Обозреватель Circus Уэсли Стрик описал музыку пластинки как «механизированную», похожую на песню «Fame» Боуи, но «с ритмами, вызывающими учащённый пульс», в то время как Ричард Ригель из Creem назвал её «профессиональным студийным металлом с редкими электронными обертонами в духе немецкой сцены». Ник Кент из NME охарактеризовал звучание лонгплея как «насквозь пропахшее нездоровым ароматом зла и тревоги, приходящим с наступлением сумеречной зоны, когда зомби вылезают из своих могил». В свою очередь, биограф Дэвид Бакли назвал The Idiot «фанковой, роботизированной адской бездной».
Влияние фанка в большей степени выражено в песне «Sister Midnight», основной вклад в которую внесли Боуи и Аломар. В музыкальном плане она схожа с песнями «Fame» и «Stay», из-за чего её звучание называли наиболее близким к доберлинскому периоду Боуи. Отсутствие ярко выраженных электронных инструментов противоречило остальному стилю альбома — тому, что критик Дэйв Томпсон называл «вызывающе футуристической атмосферой». Боуи написал черновой текст вступительного куплета ещё во время гастролей, Поп доработал его уже в студии. Публицист Питер Доггетт отмечал, что прообраз героини песни не имел значения, объясняя, что «она была просто шифром, отправной точкой, позволяющей [Попу] воспарить на Луну или упасть на Землю … ни то, ни другое путешествие, похоже, не отразилось на эмоциональности его вокала». После прослушивания этой композиции ряд рецензентов усмотрели сходство вокального стиля Попа с манерой исполнения Джимом Моррисоном из The Doors. Навеянное краутроком звучание «Nightclubbing» считается предшественником музыки, которая полностью «поглотила» Боуи в альбоме Low. Рифф песни описывали как игривую интерпретацию композиции «Rock and Roll» Гари Глиттера. Крис Нидс сравнил мрачное звучание композиции с диско середины 1980-х, «когда призрачная электроника омывает фразы, написанные на небе, поверх тревожного, искажённого пульсирующего звука». В лирическом плане Поп характеризовал «Nightclubbing» как «мой комментарий о том, каково было тусоваться с Боуи каждую ночь», а также напоминание «о невероятном леденящем чувстве, которое ты испытываешь после того, как сделал что-то подобное, и как сильно тебе это нравится. Это может происходить в Лос-Анджелесе, Париже или Нью-Йорке, где угодно». Боуи предложил добавить в песню фигуру речи «Бредём сквозь ночь, словно призраки».
Писатель Хьюго Уилкен описывает «Funtime», первоначально называвшуюся «Fun Fun Fun», как «прото-готическое произведение». В свою очередь, Пегг подчёркивал, что звуки гитары и ударных демонстрируют интерес Боуи к немецким группам, таким как NEU!. Некоторые рецензенты сравнивали звучание песни с музыкой группы The Velvet Underground. Перед записью песни Боуи посоветовал Попу петь «как Мэй Уэст, как сучка, которая хочет дорваться до денег». Текст песни навеян последними днями пребывания Боуи и Попа в Лос-Анджелесе, что отражено в таких строчках, как «разговор с Дракулой и его командой». Бэк-вокал Боуи был смикширован почти также высоко, как ведущий вокал Попа. В 1977 году Поп назвал «Fun Fun Fun» «моей песней о любви». В мелодии композиции «Baby» сделан упор на бас-гитаре и синтезаторе, а не ударных. Несмотря на влияние немецкой электронной музыки, Сибрук считает эту песню скорее кабаре, нежели краутроком. В тексте произведения идёт речь об отношениях, которые вот-вот рухнут. В отличие от следующего трека, Поп предупреждает слушателя «оставаться чистым, оставаться молодым и не плакать, потому что он уже прошёл через всё это». Первоначально называвшаяся «Borderline», «China Girl» — самая оптимистичная композиция пластинки. Мелодия песни базируется на синтезаторе и гитаре, пропущенной через эффект дисторшна. С точки зрения продакшена, она звучит сыро и шероховато по сравнению с ремейком Боуи 1983 года. В её основе лежит история о безответной любви, вдохновлённая Куелан Нгуен, пассией (и будущей женой) французского актёра и певца Жака Ижлена, который параллельно записывался в Château d’Hérouville. Восклицание «Шшш…» главного героя была прямой цитатой к Нгуен после того, как однажды ночью Поп признался ей в любви. Музыкант сымпровизировал большую часть текста, стоя перед микрофоном. По словам Пола Трынки, в песне «China Girl» в полной мере проявляется умение Дэвида Боуи создать духоподъёмный музыкальный бридж — строчка «I’ll give you television» предвосхищает аналогичный приём в других его произведениях, например, фразу «Feel all the hard time» в композиции «Absolute Beginners». И в тот же момент текст Игги подрывает несложность сообщения, когда он грозится «разрушить всё своими западными привычками и мегаломанией».
«Позже „берлинская трилогия“ Боуи — или, как он её называл, „триптих“ — будет воспринята как «холодная», практически ледовитая. Что касается её предшественника — „The Idiot“, то, невзирая на весь сурово-изысканный модернизм, он как раз демонстрирует человечность, вплоть до юмористического дурачества».
Поп так вспоминал о создании «Dum Dum Boys»: «Я подобрал несколько нот на фортепиано, но никак не мог закончить мелодию. Однако Боуи сказал: „Тебе не кажется, что этого уже хватает для песни? И почему бы тебе не рассказать в ней историю The Stooges?“. Таким образом он подкинул мне концепцию песни и … её название», первоначально звучавшее как «Dum Dum Days». Такая повествовательная структура была схожа с приёмами, которые Поп использовал в своём прошлом коллективе. В качестве дани уважения бывшим товарищам по The Stooges, автор песни в устном вступлении упоминает Зика Зеттнера, Дэйва Александера, Скотта Эштона и Уильямсона. По мнению О’Лири, «Dum Dum Boys» — это игги-поповский эквивалент песни Боуи «Ziggy Stardust». В музыкальном плане Сибрук сравнивал её с материалом альбома Fun House всё тех же The Stooges. Первоначально Боуи сам исполнил все гитарные партии, однако, оставшись не очень доволен результатом, в итоге попросил Палмера перезаписать некоторые из них. «Tiny Girls», расположенная между двумя самыми длинными песнями альбома, по своему звучанию напоминает ду-воп 1950-х, отсылая к композиции «Ne Me Quitte Pas» Жака Бреля. Поп поёт о своём идеале — получить «крошку» без «прошлого» и «сюрпризов». И Пегг, и Сибрук сходятся во мнении, что исполненная Боуи саксофонная партия — одна из лучших в его карьере. Финальная композиция «Mass Production» представляет собой восьмиминутную эпопею. Сибрук сравнивает её с «Dirt» Stooges и «Station to Station» Боуи. Уилкен описывает звучание этой песни как грубое и скрежещущее, называя её представителем ранней индустриальной электроники. Мелодия начинается с минуты «протоиндастриальных шумов», созданных Тибо с помощью звуковых петель. По словам Попа, Боуи вновь предложил ему идею для текста: «Он просто сказал: „Я хочу, чтобы ты написал песню о массовом производстве“, потому что я всегда говорил с ним о том, как сильно я восхищался красотой американской индустриальной культуры, которая загнивала там, где я вырос».
Из-за неоднозначной, а в некоторых случаях отсутствующей на пластинке информации по поводу авторства песен на протяжении многих лет возникали споры, чей вклад в альбоме был превалирующим. Тем не менее общее мнение, что Поп сочинял тексты, а Боуи писал музыку, как правило, верно. Однако этот подход иногда менялся, например, в песнях «Dum Dum Boys» (для которой Поп написал музыку) и «Sister Midnight» (для которой Боуи сочинил слова). На обложке не был указан список музыкантов, в результате чего появились путаница в отношении участников записи. Однако, с учётом информации из книг биографов Хьюго Уилкена, Пола Трынки и Николаса Пегга, в целом прослеживается схожий состав музыкантов.

## Выпуск и продвижение

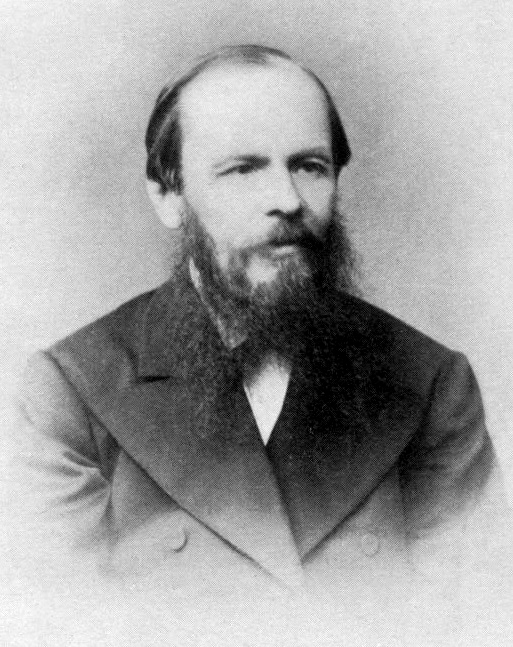
Ф. М. Достоевский

Название «The Idiot» было выбрано в честь одноимённого романа Фёдора Михайловича Достоевского, который читали все ключевые лица, причастные к созданию пластинки, — Боуи, Поп и Висконти, и который и Поп, и Боуи часто называли в числе своих любимых литературных произведений. В интервью 1985 года Поп подчеркнул, что название предложил Боуи. Хотя музыкант знал, что это отсылка к роману, он чувствовал, что таким образом его друг просто подтрунивает над ним. Изображение на обложке было вдохновлено картиной немецкого экспрессиониста Эриха Хеккеля «Roquairol», на которой изображён портрет душевнобольного Эрнста Кирхнера. Боуи приобрёл права на воспроизведение картины, и вначале предполагалось снимать его, но в последний момент решили, что пусть лучше Поп подражает позе Кирхнера. Автором чёрно-белой, размытой фотографии выступил фотограф Энди Кент. На ней изображён Поп, принимающий позу «человека, измученного синдромом мышечной скованности» (как описал её биограф Николас Пегг), отсылающую к герою картины. Этот угловатый фотопортрет в «эстеровском двубортном пиджачке», с крашенными в чёрный цвет (специально по такому случаю) волосами, по мнению Пола Трынки, «знаменовал радикальные перемены в музыке Игги Попа». Позже Боуи использовал эту же картину в качестве источника вдохновения для обложки собственного альбома — “Heroes”.
Хотя бо́льшая часть альбома была записана до работы над пластинкой Low — первого произведения «Берлинской трилогии», запись Боуи была выпущена первой, в январе 1977 года, в то время как релиз альбома Попа был отложен до марта. Лоран Тибо выразил мнение, что «Дэвид не хотел, чтобы люди думали, что его запись была вдохновлена альбомом Игги, хотя это [альбомы], по сути, было одно и то же». Боуи записывал Low в период с сентября по октябрь и выпустил на лейбле RCA Records в январе 1977 года . Поскольку звук Low был похож на The Idiot, лейбл опасался коммерческого провала альбома. Тем не менее предшествующий пластинке сингл «Sound and Vision» пользовался популярностью и хорошо продавался. Успех сингла позволил Боуи убедить руководство лейбла выпустить также и The Idiot — его релиз состоялся 18 марта 1977 года. Альбом занял 72-е место в американском чарте Billboard Top LP & Tape, продержавшись в нём 13 недель. Он также провёл три недели в британском национальном хит-параде, добравшись до 30-го места, тем самым став первым альбомом Попа, попавшим в Top-40. Помимо этого, пластинка достигла 88-й строчки в австралийском чарте Kent Music Report. В феврале и мае в поддержку альбома были выпущены синглы с песнями «Sister Midnight» и «China Girl» соответственно; у обоих была одна и та же композиция в качестве би-сайда — «Baby», и они оба не попали в чарты.
Хотя боссы RCA планировали организовать для Боуи гастроли в поддержку Low, вместо этого музыкант решил помочь Попу провести его собственное турне, выступив в нём в качестве клавишника. Заручившись поддержкой своего друга, Поп пригласил в аккомпанирующую группу гитариста Рики Гардинера, а также братьев Тони (бас) и Ханта Сэйлс (ударные), обеспечивших ритм-секцию. По словам Трынки, с приездом братьев на «шкале интенсивности включились красные лампочки, да так и остались гореть». Репетиции турне начались в середине февраля и, по словам Гардинера, проходили очень хорошо. По воспоминаниям музыканта, Боуи не возражал против сокращения своих полномочий, и какого-то «ущемления» главенствующей роли Попа не было и в помине. Репетиции проходили до глубокой ночи, после чего вся команда возвращалась в отель (к тому моменту музыканты переехали в Schlosshotel Garhus) — поспать минут двадцать, напиться и «поторчать» — и опять уезжала на репетицию. «Напоминало обложку The Doors „Strange Days“», — делился впечатлениями о происходившем Хант Сэйлс годы спустя, — «где все эти богемные бродяги. Сидишь где-нибудь ночью в „Tribe Bar“, а на стойке карлик пляшет с девицей». В свою очередь, его брат говорил, что из двух лидеров Боуи казался более общительным и эмоциональным, — казалось, музыканту нравилось быть «частью семьи». Поп относился к происходящему более философски: «Мол, что хотите, то и делайте. Он не особо возражал против импровизаций. Вроде как в джазе».

Дэвид Боуи (слева) и Игги Поп (справа) во время турне в поддержку альбома The Idiot

Гастрольный тур начался 1 марта — он стал первым подобным опытом для Игги после распада The Stooges. Выступать на разогреве была приглашена рок-группа Blondie, так как Боуи и Попу очень понравился её дебютный альбом. В концертном сет-листе фигурировали популярные номера The Stooges, несколько композиций из The Idiot, а также песни, которые появятся в следующем альбоме Попа — Lust for Life. Боуи был непреклонен в том, чтобы не отвлекать внимание зрителей на себя, стараясь просто находиться за клавишными и не общаться с публикой (хотя, когда зрители узнавали музыканта, толпа сгущалась перед ним); в связи с этим Джованни Дадомо из Sounds отмечал: «Если вы хотели [увидеть] Дэвида — получали группу в придачу».
По большей части публицисты хвалили сценическое мастерство Игги Попа, хотя некоторые, в том числе Ник Кент, считали, что Боуи по-прежнему оставался главным. Крис Нидс в статье о первом концерте турне для журнала Roxette назвал выступление Попа «захватывающим», тем не менее посетовав, что это всё же не тот «Детройтский Демон, которого мы надеялись увидеть». В свою очередь, основатель фэнзина Shiffin Марк Пи жаловался на страницах Melody Maker, что «Игги в публику не прыгал и стульев не ломал». Особенно часто от критиков доставалось Гардинеру — «за недостаток агрессии», хотя так и было задумано: «звонкий» Fender Stratocaster гитариста и электропианино Боуи должны были «придать простора» голосу Попа. Хотя Поп отказался от некоторых сценических приёмов, которые чуть не стоили ему жизни, по ходу гастролей его сценическое поведение становилось всё более диким. «Игги честно воевал», — вспоминал Хант, — «прекрасно отрабатывая каждый концерт». На этом фоне наркотики употреблялись в «невероятном» количестве — за шесть недель братья Сэйлс потеряли по двадцать пять фунтов веса. Тур продлился до 16 апреля и, наряду с породившим его альбомом, стал для Попа трамплином к славе — музыкант получил больше признания, чем он добился за своё пребывание в The Stooges. Однако во время интервью его спрашивали о Боуи больше, чем о его собственном творчестве. В результате он использовал более прямолинейный подход при создании Lust for Life, и звучание второго сольного альбома больше напоминало его более ранние работы. Поп считал, что Дэвиду надоел его «рок-н-ролльный балаган», в свою очередь, ему самому «уже был поперёк горла этот Боуи, так что имели место всякие трения». Тем не менее, по словам Игги, взаимное раздражение сочеталось с уважением, а «конфликты были идейные, а не личные», также он отмечал: «Боуи чертовски быстрый парень… Я понял, что должен быть быстрее него. Иначе чей же это будет альбом?»

## Отзывы критиков
| Современные              | Современные     |
| Оценки критиков          | Оценки критиков |
| Источник                 | Оценка          |
| ------------------------ | --------------- |
| Billboard                | без оценки      |
| Christgau’s Record Guide | (A−)            |
| Circus                   | без оценки      |
| Hit Parader              | без оценки      |
| Record Mirror            | [ 114 ]         |
| Record World             | без оценки      |
| Rip It Up                | без оценки      |
| Rolling Stone            | без оценки      |

| Ретроспективные                  | Ретроспективные |
| Оценки критиков                  | Оценки критиков |
| Источник                         | Оценка          |
| -------------------------------- | --------------- |
| AllMusic                         | [ 9 ]           |
| Blender                          | [ 118 ]         |
| Chicago Tribune                  | [ 119 ]         |
| Collector’s Guide to Heavy Metal | 8/10            |
| Encyclopedia of Popular Music    | [ 121 ]         |
| The Great Rock Discography       | [ 94 ]          |
| MusicHound                       | [ 122 ]         |
| Pitchfork                        | 8.6/10          |
| Q                                | [ 124 ]         |
| The Rolling Stone Album Guide    | [ 125 ]         |
| Spin Alternative Record Guide    | 7/10            |

Большинство критиков приняли альбом положительно, хотя были и такие, кто пришёл от него в замешательство. По словам Питера Доггетта, в целом на мнение слушателей повлияло их личное восприятие Игги Попа. В рецензии для Rolling Stone Джон Свенсон назвал его «самым жестоким обвинением в рок-позёрстве из когда-либо записанных» и «некрофилической усладой». Обозреватель Melody Maker Аллан Джонс хвалил пластинку как «пугающе точное отражение современной музыки». Уэсли Стрик также отозвался об альбоме в положительном ключе, сравнивая его с предыдущим релизом Попа в группе The Stooges, отметив разницу в вокальном исполнении артиста: «[Он] звучит не как живой человек … а как робот». Критик похвалил тексты Попа, заявив: «Игги присуща неряшливая харизма „мёртвого поэта“». Как и Стрик, Ричард Ригель отметил непохожесть между The Idiot и Raw Power, подчеркнув: «Там, где „Raw Power“ представляли собой апофеоз детройтской метал-рок-группы, „The Idiot“ ставит во главу угла утончённого, закалённого разъездами автора-исполнителя». Как и многие рецензенты, Крис Нидс из журнала ZigZag был озадачен, впервые услышав The Idiot, отметив большую разницу между ним и прежним творчеством Попа. Назвав его «очень странным, болезненным, туманным и тревожным [альбомом]», Нидс похвалил пластинку, заявив, что слушал её на повторе часами, и она «пробрала [его] до мозга костей». Реакция Стивена Демореста из Phonograph Record была менее однозначной: он отметил, что ему понравилась пластинка из-за её «абсолютно шизофренического» характера, назвал «China Girl» изюминкой альбома, однако посетовал, что другие треки не входят в число лучших у Игги Попа: «Это смесь блефа… и красоты».
Ретроспективные обзоры были преимущественно положительными, многие отмечали художественную эволюцию музыки Игги Попа. Биограф Пол Трынка писал: «Несколько напоминая своей мрачной палитрой „Fun House“, „The Idiot“ тем не менее представляет собой решительный уход от той музыки, которую Игги делал со своей группой. […] „The Idiot“ останется пластинкой, которую скорее уважают, чем любят, рецензии на неё выйдут в основном нейтральные, — пока не станет ясно, что альбом […] предвосхитил саунд пост-панка». В статье для журнала Clash, посвящённой 35-летию пластинки, Аманда Арбер заявила: «„The Idiot“ представляет собой мрачный, душный и угрюмый перформанс артиста, сталкивающегося лицом к лицу со своими внутренними демонами и взрослеющего в процессе. Тогда этот альбом звучал обречённо революционно, таким он остаётся и по сей день». Рецензируя альбом как часть бокс-сета The Bowie Years (2020), Саша Геффен из Pitchfork похвалила запись, заявив: «Пластинке, возможно, не хватает ярости, но это компенсируется сардоническим юмором и идеально подобранным мелодраматизмом — оба инструмента станут невероятно популярными во всех художественных средствах массовой информации 1980-х годов». В передаче «Опыт рока: год за годом» музыкальный критик Артемий Троицкий назвал The Idiot «очень хорошей пластинкой» с явным отпечатком влияния Боуи, но при этом более мрачной, чем его собственное творчество. По мнению обозревателя газеты The New York Observer, на этом альбоме Игги Поп заново изобрёл концепцию рок-звезды. В свою очередь, Джеймс Уильямсон отмечал, что The Idiot «определённо стал развилкой [в карьере] Игги. Думаю, с этого момента его можно было бы назвать „Иггиотом“».
Обозреватель музыкального портала AllMusic Марк Деминг отмечал в своей рецензии на альбом, что по прошествии двух лет, с тех пор как The Stooges прекратили своё существование, Игги Поп получил славу одной из самых ярких потерь рок-н-ролла. После добровольной реабилитации в психиатрической клинике музыкант набрался сил и отчаянно пытался доказать, что он всё ещё может добиться успеха на музыкальном поприще, — его «старый друг» Дэвид Боуи предоставил ему такую возможность. Боуи стал соавтором нового материала, пригласил нужных музыкантов и спродюсировал альбом, который резко контрастировал на фоне гитарного прото-панка The Stooges. Деминг отмечал, что в музыкальном плане The Idiot схож с импрессионистской музыкой «Берлинской трилогии» Боуи (а именно двумя её альбомами — “Heroes” и Low): «обособлённые гитарные пассажи, мрачный бас и фактурное фортепиано». Новая музыка Игги Попа была более интеллектуальной и рефлексирующей; «там, где в ранние годы она звучала как вызов обществу», — писал рецензент, — «теперь Игги поёт в более сдержанной форме — лирическим баритоном, который сильно контрастирует с бунтарским криком из песен вроде „Search and Destroy“». По словам Деминга, на этом альбоме Игги изучает новые территории «на ниве сочинения песен», теперь его тексты стали более «философскими и поэтическими — редкое качество для его прошлых работ»; «по большей части результаты впечатляют», — подчёркивал музыкальный обозреватель, — «особенно „Dum Dum Boys“ — гимн былой славе с группой The Stooges, и „Nightclubbing“ — призыв к наслаждению декадансом». Автор подытожил, что „The Idiot“ продемонстрировал миру совершенно иного Игги Попа, «и если результаты удивили тех, кто ожидал повторения бескомпромиссного „Raw Power“, он также дал понять, что Игги стал старше и мудрее, и ему до сих пор есть что сказать; это не идеальная, но мощная и проникновенная работа».

## Наследие и влияние
Пол Трынка в своей книге «Игги Поп. Вскройся в кровь» писал:
После всего, что с ним было всего за четыре года, не удивительно, что Джим был равнодушно готов и к провалу, и к успеху. Каждый из его предыдущих альбомов зачинался в эйфорическом приступе мании величия — чтобы кануть в забвение разрушительной для души неизбежностью. И вот сейчас, когда Джим Остерберг обрёл хладнокровие, выяснилось, что эти, казалось бы, безвозвратно канувшие в лету альбомы как раз вдохновили новое поколение музыкантов — тех, для кого музыка Игги была такой же иконоборческой, как для её создателя.
«[The Idiot был моим] альбомом свободы [где я мог развернуться на полную катушку]. Я не утверждаю, что это отличный альбом или какое-то фантастическое произведение искусства, но я люблю его, и он очень много для меня значит».

Хотя музыкальные критики считают The Idiot хорошим альбомом самим по себе, поклонники Игги Попа раскритиковали запись как нерепрезентативную в контексте репертуара их кумира и как свидетельство того, что Боуи «использовал» её для достижения собственных целей. В ретроспективном обзоре Ричард Ригель так высказался на эту тему: «С точки зрения центральной звезды альбома … Игги Поп больше, чем когда-либо прежде, находится под манипулятивным контролем Боуи, и эту ситуацию можно считать как плюсом, так и минусом». Аллан Джонс вовсе назвал The Idiot своим «вторым самым любимым альбомом Боуи». В обзоре Lust for Life Пит Маковски из журнала Sounds посетовал, что The Idiot пострадал из-за того, что «стал частью творческого спада Боуи», назвав его «диско-записью в стиле „Low“». Тем не менее Крис О’Лири характеризовал The Idiot альбомом Боуи в той же степени, что и альбомом Попа. Хотя считается, что «Берлинская трилогия» Боуи состоит из Low, “Heroes” и Lodger (1979), писатель утверждает, что настоящая «Берлинская трилогия» включает The Idiot, Low и “Heroes”, с Lust for Life в качестве «дополнения» и Lodger в качестве «эпилога». Пол Трынка отмечал, что в этом беспримерном сотрудничестве за невероятно короткий срок было создано четыре альбома, ознаменовавшие радикальные перемены не только в творчестве обоих музыкантов, но и во всём пейзаже поп-музыки следующего десятилетия. Альбомы Попа доказали, что он и без The Stooges может производить отличную музыку, в свою очередь, пластинки Боуи укрепили его репутацию артиста мирового класса, который находится в авангарде современных музыкальных тенденций. Позднее сам Боуи признался: 
Бедняга [Игги], в некотором смысле он стал подопытным кроликом моих экспериментов со звуком. На тот момент у меня не было материала, и я не испытывал желание что-либо сочинять. Мне больше хотелось откинуться на спинку кресла и поработать над чьим-то другим проектом, так что этот альбом пришёлся как нельзя кстати в творческом плане.
Спустя два года Боуи переработал мелодию «Sister Midnight», а также добавил новый текст, выпустив под названием «Red Money» в альбоме Lodger, а его версия «China Girl», выпущенная на пластинке Let’s Dance 1983 года, стала большим хитом. Боуи и братья Сэйлс воссоединились в конце 1980-х, сформировав хард-рок-группу Tin Machine. Сьюзи Сью из Siouxsie and the Banshees описала The Idiot как «подтверждение того, что наши подозрения были верны — этот человек [Игги] был гением, и какой у него голос! Звук и продакшен такие непосредственные и бескомпромиссные». The Idiot называют записью, оказавшей большое влияние на исполнителей пост-панка, индастриала и готик-рока, включая группы Depeche Mode, Nine Inch Nails и Joy Division, последняя из которых сформировалась в месяцы между релизами Low и The Idiot. Николас Пегг отмечал, что их дебютный альбом, Unknown Pleasures (1979), в значительной степени основывался на «индастриальных звуковых ландшафтах» и «неумолимой перкуссии» таких композиций, как «Nightclubbing» и «Mass Production», также отмечая, что Иэн Кёртис слушал альбом The Idiot перед самоубийством — музыкант был найден повешенным с крутящейся пластинкой в проигрывателе. Кроме того, Сибрук ссылается на песню «Mass Production» как источник вдохновения для современных групп альтернативного рока, таких как The Smashing Pumpkins и Radiohead. В 2011 году участник культовой пост-панк группы Killing Joke Youth назвал The Idiot одной из 13 своих самых любимых пластинок. В 1980 году группа Human League записала «Nightclubbing» в виде попурри с треком «Rock and Roll» Гари Глиттера. В 1981 году свою версию этой песни записала Грэйс Джонс — она была выпущена в качестве заглавного трека на её диске Nightclubbing. Трент Резнор сэмплировал ударные из «Nightclubbing», достаточно сильно исказив их звучание, для основного бита хита группы Nine Inch Nails «Closer». Сьюзи Сью и её группа The Creatures исполнили композицию «Nightclubbing» на концерте в 1999 году, в виде попурри с их песней «Pluto Drive». На песню «Funtime» сделали свои кавер-версии The Cars, Питер Мёрфи из Bauhaus (1988), R.E.M. (1995) и Бой Джордж (1995). В 2003 году кавер-версия песни «Tiny Girls» была записана Мартином Гором из Depeche Mode.
«Пластинка знаменовала радикальные перемены для обоих своих архитекторов, причём надо сказать, что гений Боуи проявился, как всегда, и в выборе подходящего напарника. Было совершено ясно, что мир будет шокирован, увидев упёртого рокера, того самого, кто кромсал себя битым стеклом и пачкался арахисовым маслом, в роли фронтмена такого напряжённо-минималистичного, электронного, восхитительно европейского произведения. Но и Джим интуитивно понимал и весьма ценил этот эксперимент, ведь он питал к авангардной музыке не менее глубокий интерес, чем Боуи».
Концертные версии композиций «Nightclubbing» и «Funtime» были изданы в 1978 году в альбоме TV Eye, записанном во время турне Попа по Великобритании (1977 год), при участии Дэвида Боуи, который играл на клавишных и исполнял бэк-вокал. Впоследствии музыкальный портал Pitchfork поставил The Idiot на 96-е место в своем списке «100 лучших альбомов 1970-х годов». На сайте-агрегаторе Acclaimed Music The Idiot занимает 20-е место среди самых популярных альбомов 1977 года, 172-е место среди самых популярных альбомов 1970-х и 612-е место среди самых известных альбомов в истории.
10 апреля 2020 года Поп выпустил альтернативный микс песни «China Girl» в качестве рекламы предстоящего переиздания The Bowie Years, «делюксового» (Deluxe Edition) бокс-сета из семи дисков с расширенными версиями альбомов The Idiot и Lust for Life. Бокс-сет, выпущенный 29 мая, включает обновлённые версии обоих альбомов, содержащие не вошедший в них материал, альтернативные миксы песен и 40-страничный буклет. Два оригинальных альбома также были переизданы по отдельности в виде одиночных делюксовых изданий. В этом формате каждый из них содержал дополнительный диск с концертным материалом периода записи пластинок.

## Список композиций
Слова и музыка всех песен — Игги Поп и Дэвид Боуи, за исключением отмеченных.
| №  | Название          | Автор(ы)                            | Длительность |
| -- | ----------------- | ----------------------------------- | ------------ |
| 1. | «Sister Midnight» | Игги Поп, Дэвид Боуи, Карлос Аломар | 4:23         |
| 2. | «Nightclubbing»   |                                     | 4:18         |
| 3. | «Funtime»         |                                     | 2:53         |
| 4. | «Baby»            |                                     | 3:20         |
| 5. | «China Girl»      |                                     | 5:12         |

| №  | Название          | Длительность |
| -- | ----------------- | ------------ |
| 1. | «Dum Dum Boys»    | 7:12         |
| 2. | «Tiny Girls»      | 3:03         |
| 3. | «Mass Production» | 8:28         |

### Альтернативные версии
- «China Girl» (7" Edit) — 3:26
- «Sister Midnight» (7" Edit) — 2:54

## Участники записи
Данные взяты из книги Томаса Джерома Сибрука Bowie in Berlin: A New Career in a New Town:

| - Игги Поп: вокал - Дэвид Боуи: клавишные, синтезатор, гитара, фортепиано, саксофон, ксилофон, бэк-вокал, продюсирование - Карлос Аломар: гитара - Деннис Дэвис: ударные | - Джордж Мюррей: бас-гитара - Фил Палмер: гитара - Мишель Сантанджели: ударные - Лоран Тибо: бас-гитара - Тони Висконти: дополнительное микширование |  |

## Позиции в хит-парадах
| Хит-парад (1977)                 | Высшая позиция |
| -------------------------------- | -------------- |
| Австралия (Kent Music Report)    | 88             |
| Великобритания (UK Albums Chart) | 30             |
| США (Billboard Top LPs & Tape)   | 72             |